# NGC 3974
NGC 3974 је спирална галаксија у сазвежђу Пехар која се налази на NGC листи објеката дубоког неба.
Деклинација објекта је - 12° 1' 38" а ректасцензија 11h 55m 40,1s. Привидна величина (магнитуда) објекта NGC 3974 износи 13,4 а фотографска магнитуда 14,3. NGC 3974 је још познат и под ознакама MCG -2-31-1, PGC 37452.